# Union Nationale des Footballeurs Professionnels
Die Union Nationale des Footballeurs Professionnels (UNFP) ist die französische Fußballspieler-Gewerkschaft. Gegründet im Jahr 1961 mit Sitz in Paris, vertritt sie seither die Interessen von Berufsfußballern gegenüber den Vereinen und Verbänden in Frankreich, insbesondere der Fédération Française de Football (FFF) und der Ligue de Football Professionnel (LFP). Sie gehörte 1965 auch zu den Gründungsmitgliedern des internationalen Dachverbands von Spielersyndikaten, der FIFPro.

## Entstehung und Entwicklung
Bevor es 1961 zur Gründung der UNFP kam, hatte es schon bald nach Einführung des Professionalismus im französischen Fußball (1932) eine Vorläufer-Organisation zur Interessenvertretung der Berufsfußballer gegeben: 1934/36 rief eine Gruppe von Spielern die Amicale des joueurs professionnels (AJP) ins Leben. Mit dem Kriegstod ihres „Spiritus rector“, Jacques Mairesse, endeten 1940 auch die Aktivitäten der AJP.
Nach dem Zweiten Weltkrieg waren es insbesondere die geringe Bezahlung selbst von Nationalspielern – so musste sich beispielsweise Thadée Cisowski 1961, am Ende seiner erfolgreichen Karriere, mit einem Einkommen begnügen, das gerade 20 % über dem gesetzlichen französischen Mindestlohn (SMIC) lag – und die kritisch als „Vertrag auf Lebenszeit“ bezeichnete Zwangs-Bindung von jungen, in Vertragsangelegenheiten meist unerfahrenen Spielern bis zu ihrem 35. Geburtstag an ihren ersten Profiverein, die schon in den 1950ern zu einer Wiederbelebung des Gewerkschaftsgedankens führten. Früheste treibende Kraft hinter der Gründung der UNFP, die am 6. November 1961 erfolgte und zehn Tage später ihre offizielle Eintragung erfuhr, war der kamerunische Spieler Eugène Njo-Léa, der später zum Doktor der Rechte promovierte; Njo-Léa wurde ihr erster Generalsekretär unter dem bis 1964 amtierenden Präsidenten Just Fontaine. 1967 waren immerhin 257 der 376 Berufsfußballer (entsprechend 68 %) Mitglied der Gewerkschaft. Bereits 1964 hatte die FFF die UNFP als offiziellen Gesprächspartner in den Fällen anerkennen müssen, in denen Spieler eine Vertragsverletzung monierten.
Im Juni 1963 brachte Raymond Kopa mit der in einem France-Dimanche-Interview geäußerten Aussage „Die Spieler sind Sklaven der Vereine“ Verhandlungen zwischen Verband und Gewerkschaft in Gange, die erst zur Saison 1969/70 in die Aufhebung dieser Abhängigkeit durch Einführung von Zeitverträgen – zunächst mit 4-jähriger Dauer, später und insbesondere seit dem Bosman-Urteil nahezu völlig frei verhandelbar – mündeten. Dazu beigetragen hatte auch eine Besetzung der FFF-Geschäftsstelle durch Fußballspieler unter der Losung „Der Fußball den Fußballern!“ im französischen „Mai '68“. Nach diesem Erfolg trat Fontaines Nachfolger, Michel Hidalgo, vom Amt des UNFP-Präsidenten zurück.
1972 organisierte die UNFP nicht nur ihren ersten erfolgreichen Spielerstreik, der zur Absage eines kompletten Spieltags der Division 1 führte, sondern unterstützte auch ihr Mitglied Marius Trésor durch eine spektakuläre „Entführung“: weil sich die an Trésors Vereinswechsel beteiligten Klubs AC Ajaccio und Olympique Marseille nicht an die neuen Transferregeln gehalten hatten, verhinderte der Gewerkschaftsanwalt Jacques Bertrand für mehrere Stunden die Teilnahme Trésors an einem Trainingslager der Nationalmannschaft und erreichte so, dass die FFF sich für die Interessen des Spielers einsetzen musste.
Seit September 1969 präsidiert Philippe Piat der UNFP; Ende 2006 hat er Sylvain Kastendeuch zu seinem Co-Präsidenten gemacht, um die anstehende Nachfolgefrage zu regeln. Kastendeuch hat für die nähere Zukunft die „Notwendigkeit einer Anpassung der Gewerkschaftsarbeit an die veränderten Bedingungen im Profifußball“ formuliert, weil „die heutige Spielergeneration vielen Verlockungen und Ablenkungen“ unterliege; die UNFP wolle aber auch sie „für soziale Verantwortung und das Solidaritätsprinzip“ sensibilisieren. Der Organisationsgrad der französischen Profifußballer ist auch weiterhin konkurrenzlos hoch: in der Saison 2010/11 waren über 93 % aller in Frankreichs beiden höchsten Ligen unter Vertrag stehenden Spieler Mitglied der UNFP, ein Zuwachs um 6 % gegenüber dem Vorjahreszeitraum, eine Spielzeit danach sogar über 96 %.
57 Jahre nach ihrer Gründung wurde zum ersten Mal eine Fußballspielerin in das Führungsgremium der UNFP aufgenommen. Im Oktober 2018 wurde Eugénie Le Sommer zum Mitglied des Comité directeur gewählt.

## Tätigkeiten und Finanzierung
Die hauptsächlichen Aktivitäten der UNFP bestehen in der Unterstützung ihrer Mitglieder bei Vertragskonflikten und in Maßnahmen zu deren sozialer Absicherung. Dazu hat die Gewerkschaft schon 1988 Europ Sports Assur gegründet, eine Versicherungsgesellschaft, die Spieler und deren Angehörige bei Unfall, Invalidität und Tod finanziell unterstützt. Seit 1990 führt die UNFP auch regelmäßig Trainingslager für vertragslose Profis durch; Europ Sports Reconversion bietet seit 1991 Lehrgänge an, die die Spieler für ein Berufsleben nach der sportlichen Karriere qualifizieren sollen. 2002 kam durch die Gründung von Europ Sports Management ein Unternehmen für Spielervermittlung hinzu. Außerdem ist die UNFP in den nationalen Gremien von FFF und LFP sowie den internationalen der FIFPro, deren Präsident von 2005 bis 2007 Philippe Piat war, aktiv. Seit 2004 beteiligt die Organisation sich – oft federführend – auch regelmäßig an Kampagnen gegen Gewalt und Rassismus im Fußball. 2009 rief sie zusammen mit anderen Organisationen die Aktion „Les gestes qui sauvent“ (Handgriffe, die Leben retten) ins Leben, die Sofortmaßnahmen (Herz-Lungen-Wiederbelebung) zur Vermeidung des plötzlichen Herztodes, beispielsweise auf Sportplätzen, propagiert. Aktuell steht die Abwehr des von LFP und FFF beabsichtigten Plans, die Winterpause abzuschaffen, im Zentrum der UNFP-Aktivitäten.
Zu den öffentlichkeitswirksamsten Aktivitäten gehört die 1988 eingeführte jährliche Auszeichnung von Spielern (neuerdings auch Spielerinnen), Trainern und Mannschaften des französischen Profifußballs mit den „Oscars du football de l’UNFP“, seit 2004 als „Trophées de l’UNFP“ bezeichnet. Die Verleihungszeremonie wird seit etlichen Jahren live vom französischen Privatfernsehsender Canal+ übertragen.
Das UNFP-Budget für die Saison 2011/12 beträgt rund 10 Mio. Euro. Etwa 70 % davon stammen aus den Einnahmen der FFF für die Vergabe der Fernsehrechte – ein Anspruch, den die UNFP bereits in den 1980er Jahren mit dem Verband ausgehandelt hatte. Weitere wichtige Einnahmeposten sind die Mitgliedsbeiträge und die Zahlungen von Partnerfirmen, darunter die Axa, an die bereits 1975 dafür gegründete UNFP-Tochter Promo-Foot. Auf der Ausgabenseite fallen die sogenannten „direkten sozialen Unterstützungszahlungen an Spieler“ mit rund zwei Mio. Euro besonders ins Gewicht.